# 섬단엽박쥐
섬단엽박쥐 또는 작은앤틸리스긴혀박쥐(Monophyllus plethodon)는 주걱박쥐과(신세계잎코박쥐류)에 속하는 박쥐의 일종이다. 앤틸리스 제도와 앵귈라, 앤티가 바부다, 바베이도스, 도미니카 연방, 과들루프, 마르티니크, 몬트세랫, 세인트루시아 그리고 세인트빈센트 그레나딘에서 발견된다. 푸에르토리코긴코박쥐(Monophyllus plethodon prater)는 푸에르토리코에 서식했던 섬단엽박쥐의 아종으로 현재 멸종된 상태이다.